# フランシスカ・ヴァレンズエラ

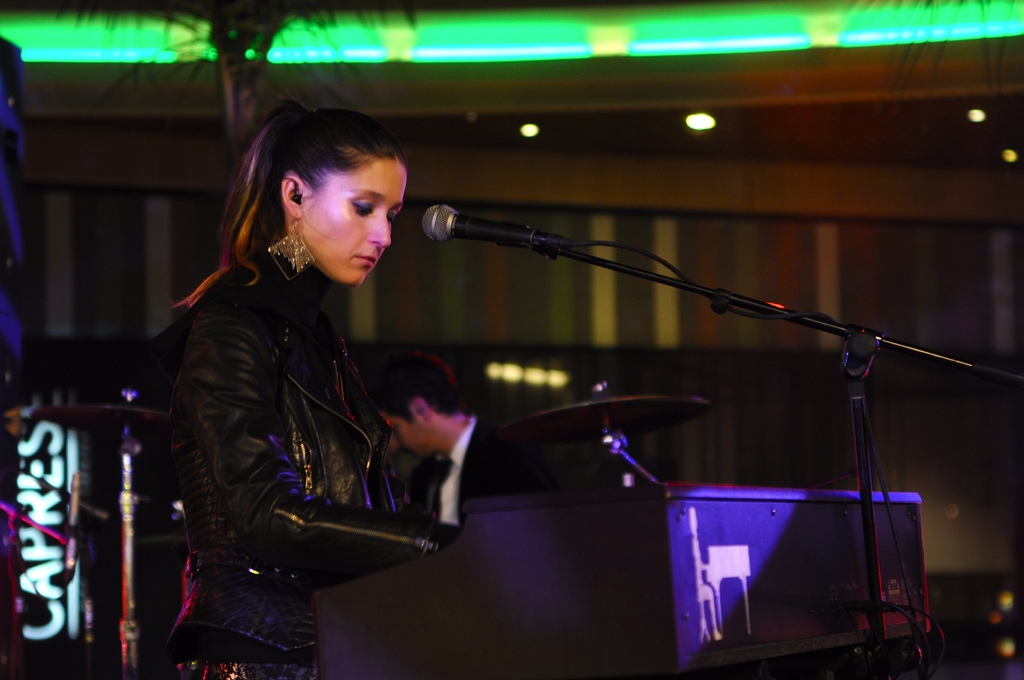
フランシスカ・ヴァレンズエラ

フランシスカ・バレンスエラ（Francisca Valenzuela、1987年3月17日）は、アメリカ合衆国・カリフォルニア州出身でチリの女性シンガーソングライターである。

## 略歴
- 1999年、家族とチリに帰国。
- 小さい頃からギター・ピアノを習い、音楽に慣れ親しむ環境に育つ。並行、また詩を書いた。
- サウンド面ではフィオナ・アップル、フランツ・シューベルト、フリエッタ・ベネガスの影響が強い。
- 2000年、米国で初の作詩集「Defenseless Waters」を発売。
- 2006年、13歳時作った楽曲「Peces」がデビューシングルとして発表。この曲と次作「Muérdete la lengua」や「Afortunada」などラジオで大ローテーションをし、チリのマスメディアの記者が「今年のブレイクスルー・アーティスト」と発表した。
- 2007年、ファーストアルバム『Muérdete la lengua』をリリース。
- 2008年、MTVのポテンシャルな成功アーティスト計画"MTVx15"に参加。15日間、MTVラテンアメリカとMTV2のCMに出演。
- 2009年、Latin Bitmanのアルバムのため2曲「Help Me」「Someday」にゲストボーカルとして参加。「Help Me」がシングルとしてチリとアメリカで発売。
- 2011年、セカンドアルバム『Buen Soldado』を発売。
- 2013年、チリの最も大事な音楽イベント「ビニャ・デル・マール音楽祭」に出演設定。
- 2014年、サードアルバム　『Tajo Abierto』をリリース。

## ディスコグラフィ
- 2007年: Muérdete la lengua
- 2011年: Buen Soldado
- 2014年 : Tajo Abierto